# هينسديل (نيوهامشير)
هينسديل (بالإنجليزية: Hinsdale, New Hampshire)‏ هي بلدة أمريكية تقع في الولايات المتحدة في Cheshire County. يقدر عدد سكانها بـ 4,046 نسمة ومساحتها 58.8 كم2وترتفع عن سطح البحر 66 متر.

## معرض صور

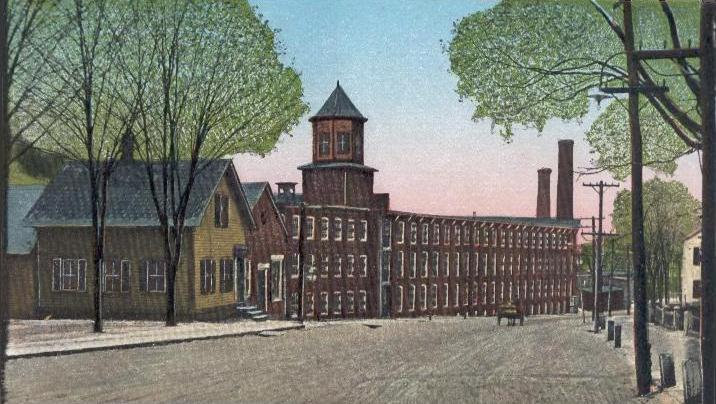
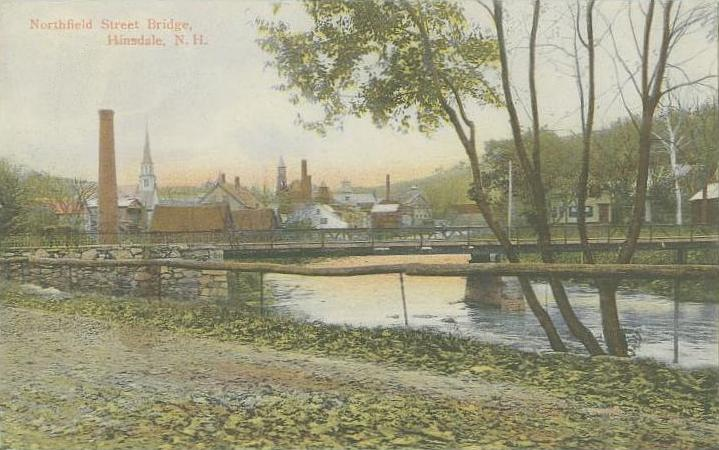
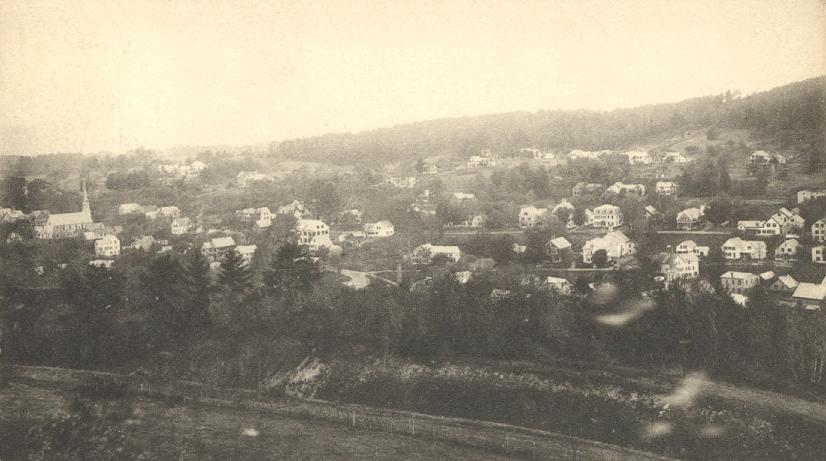
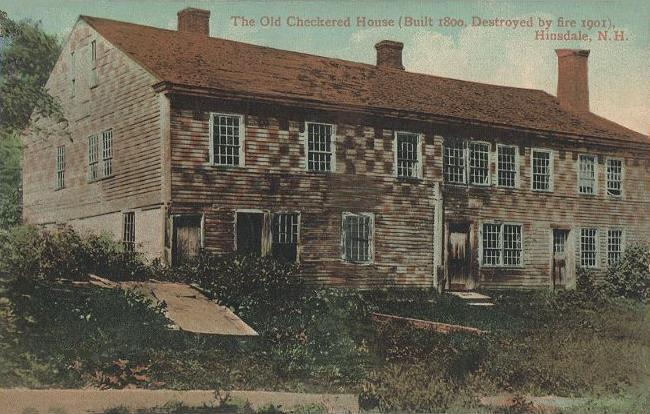

## أعلام
- هنري هووكر
- إليشا اندروز
- روبرت ميريل لي